# Грузинский купон
Грузи́нский купо́н — денежная единица Грузии с 5 апреля 1993 по 2 октября 1995 года. С 20 августа 1993 года был единственным законным средством платежа на территории Грузии. Курс был изначально приравнен к рублю, которому эта валюта пришла на смену. Выпускались только банкноты, достоинством от 1 до 1 000 000 купонов (в том числе довольно необычных номиналов — 3, 3000, 30 000, 150 000 купонов). Купон подвергался гиперинфляции (678,4 % в 1995 г.) и был заменён новой национальной валютой — грузинским лари с коэффициентом 1 000 000 : 1.

## Галерея банкнот

### Первый выпуск 1993 года
На банкнотах этого выпуска отсутствует обозначение года. В знаменателе серии — цифра 1. Все банкноты имеют размер 105×53 мм.

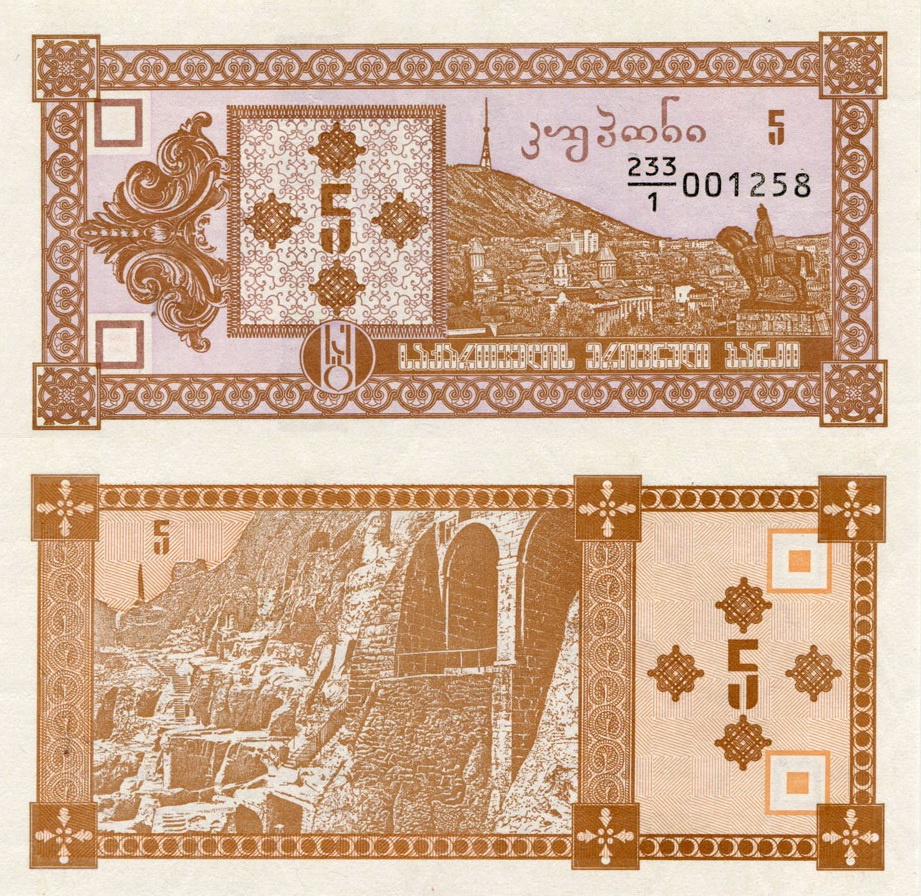
5 купонов
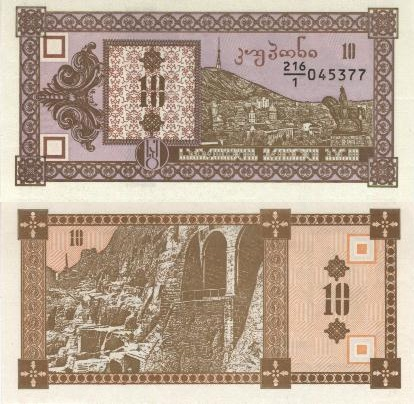
10 купонов
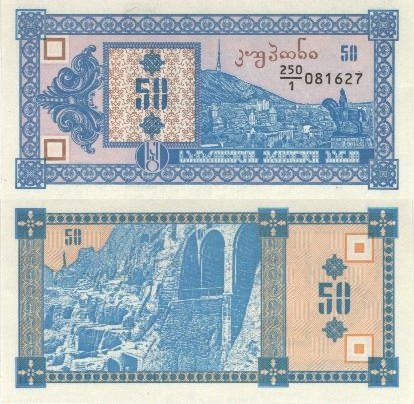
50 купонов
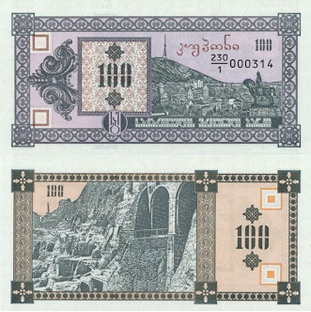
100 купонов
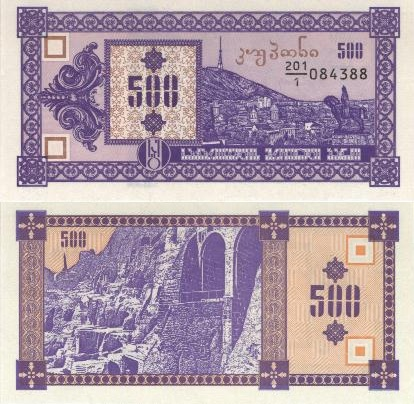
500 купонов
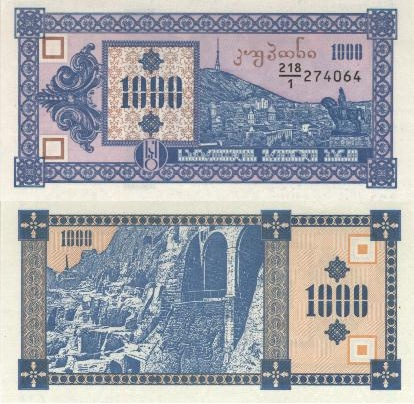
1000 купонов
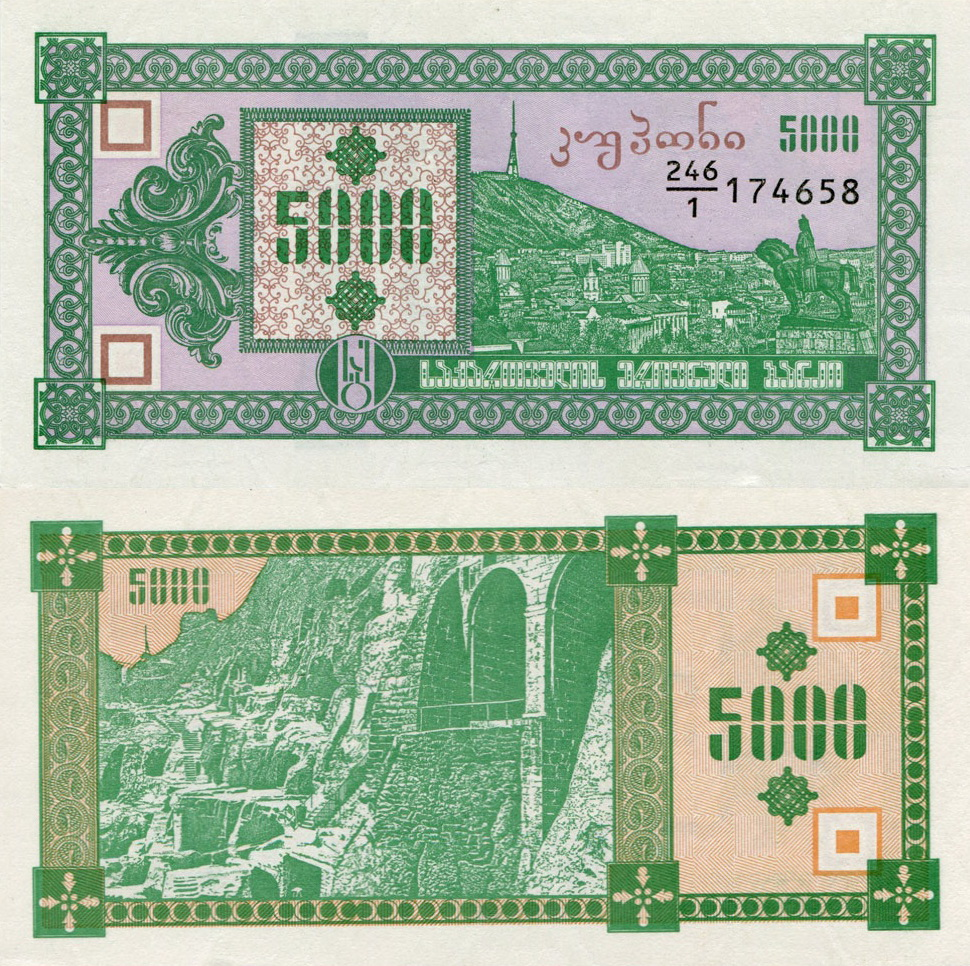
5000 купонов
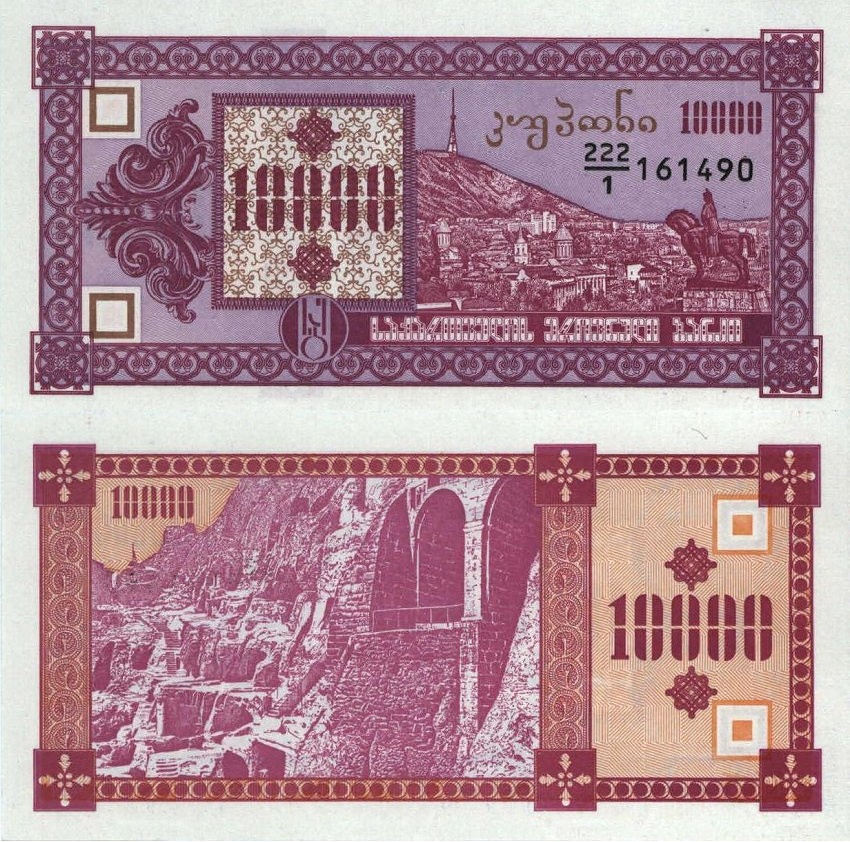
10 000 купонов

### Второй выпуск 1993 года
На банкнотах этого выпуска отсутствует обозначение года. В знаменателе серии — цифра 2. Также добавлены графические элементы возле обозначения номинала. Все банкноты имеют размер 105×53 мм.

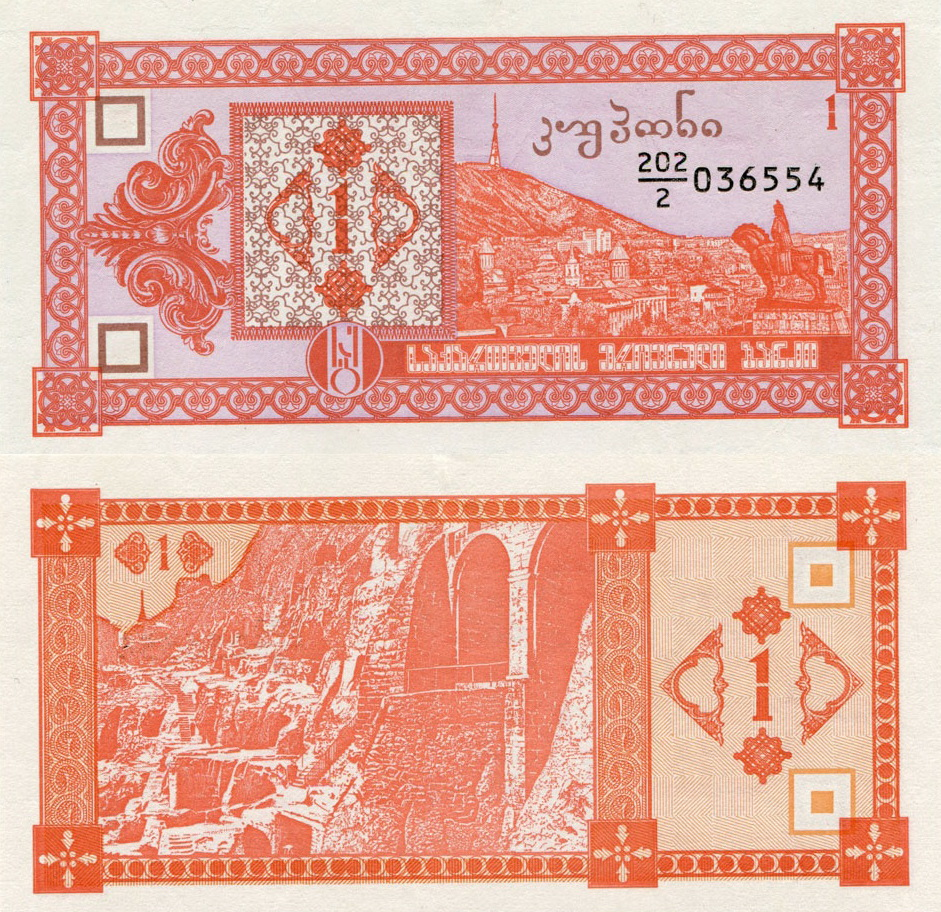
1 купон
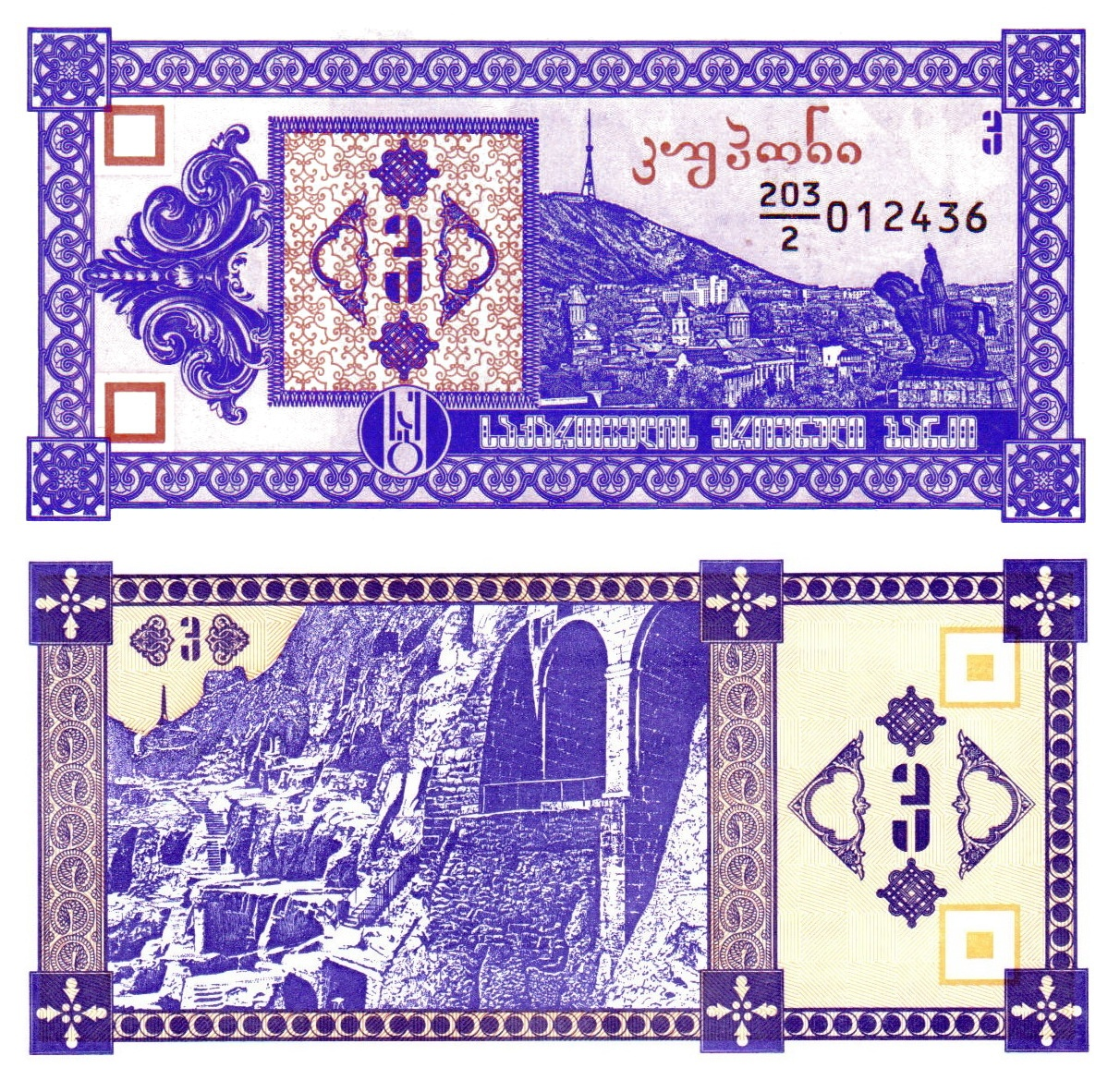
3 купона
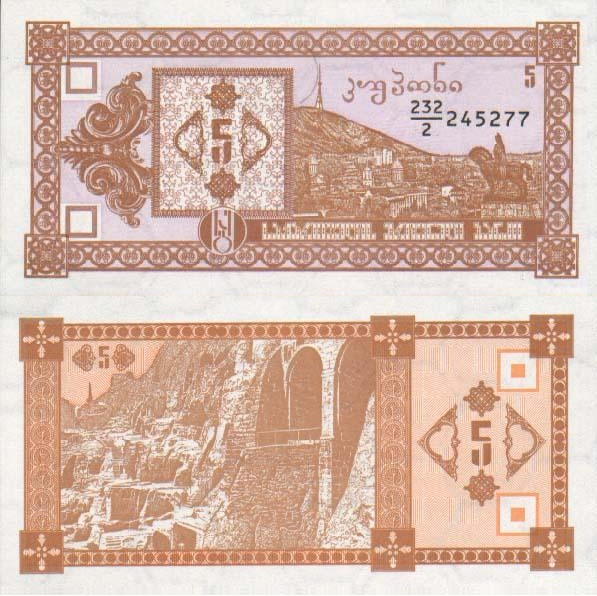
5 купонов
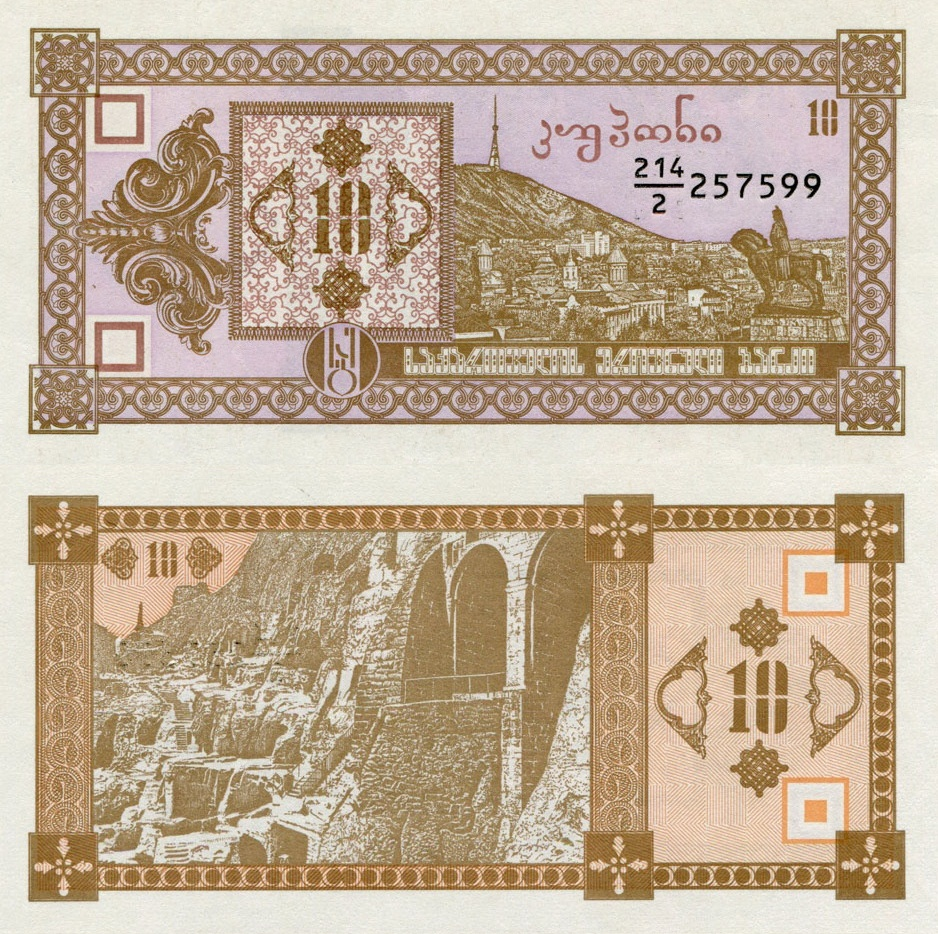
10 купонов
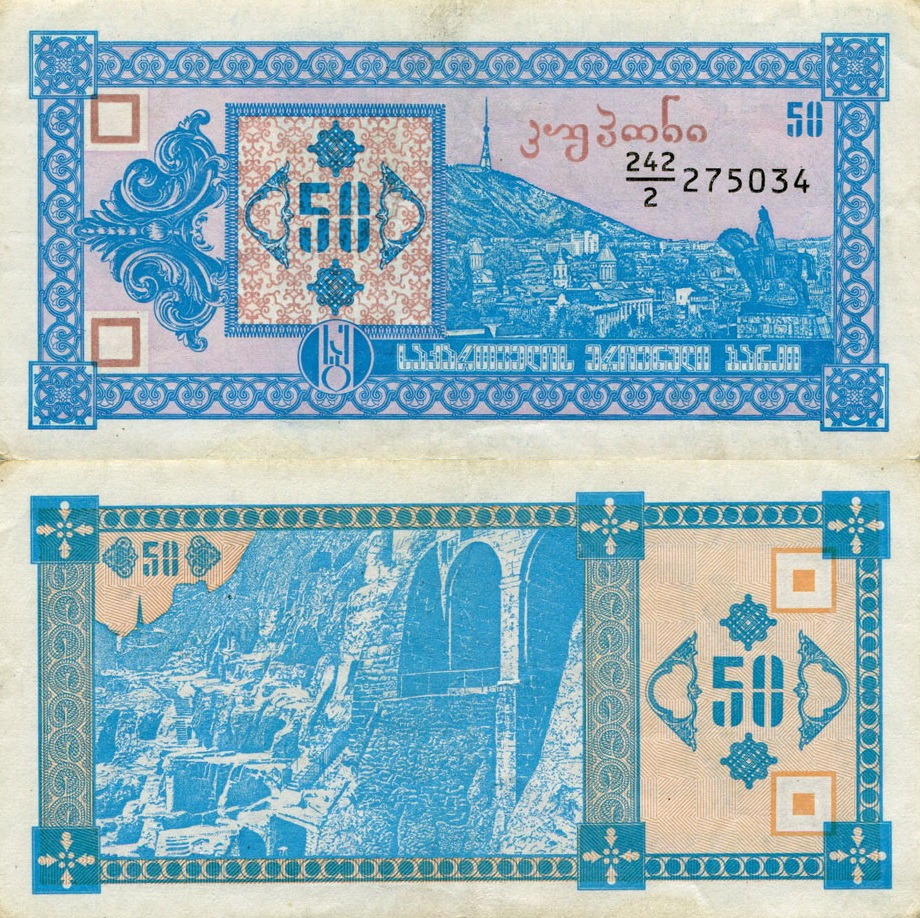
50 купонов
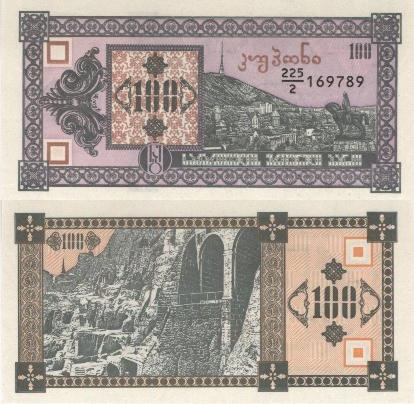
100 купонов

### Третий выпуск 1993 года
На банкнотах этого выпуска есть обозначение года. В знаменателе серии — цифра 3. Банкнота 10 000 купонов имеет размер 105×53 мм, остальные — 127×57 мм.

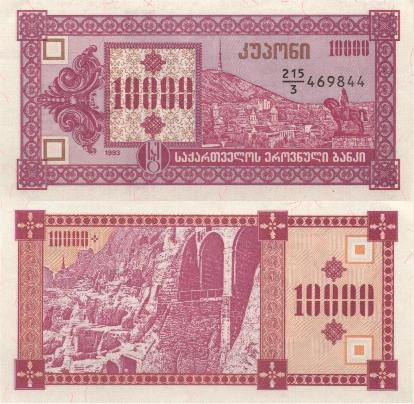
10 000 купонов
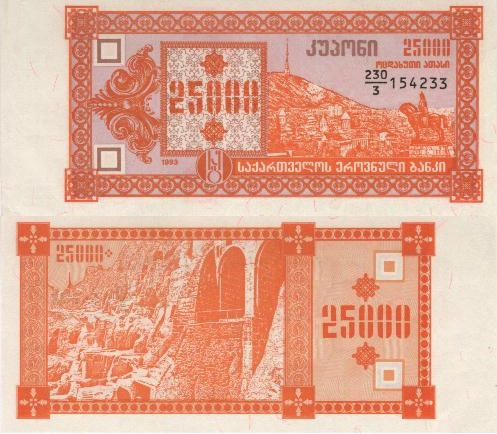
25 000 купонов
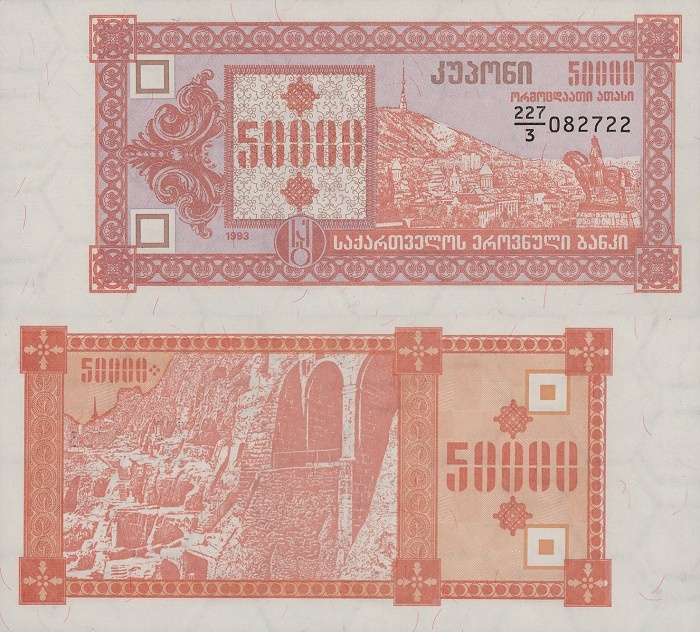
50 000 купонов
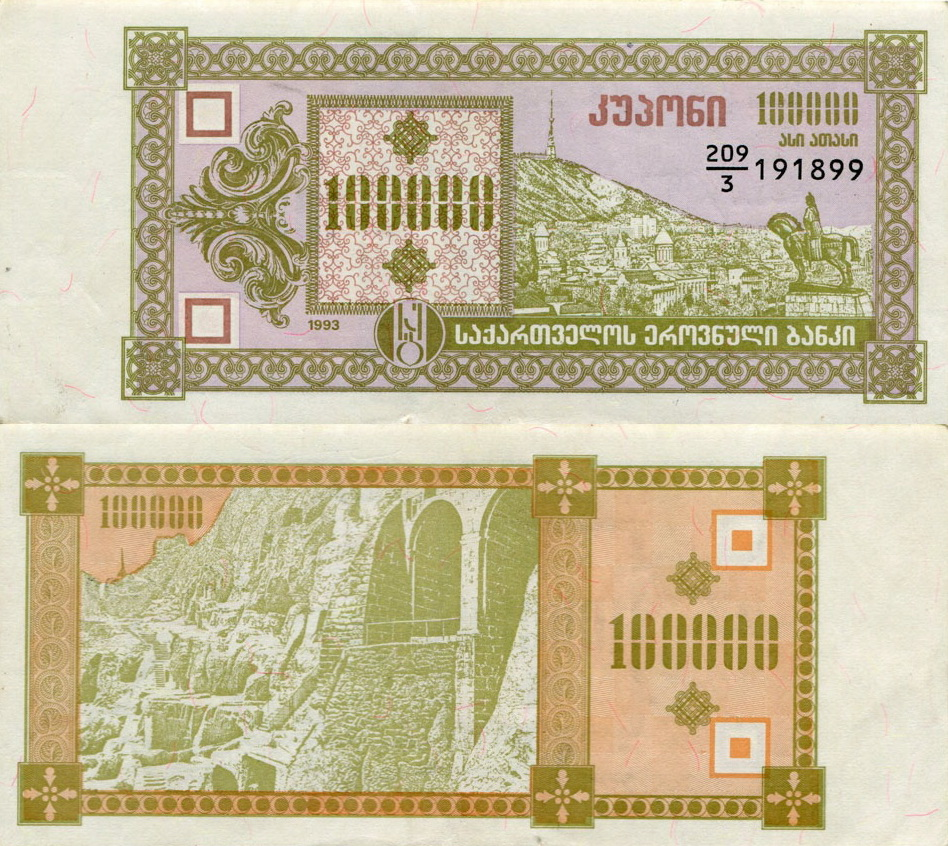
100 000 купонов

### Четвёртый выпуск 1993 года
Все банкноты имеют размер 114×55 мм.

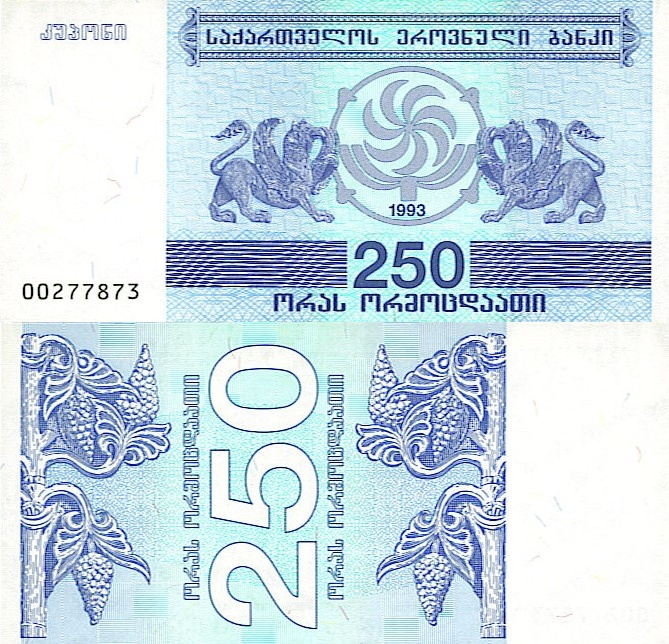
250 купонов
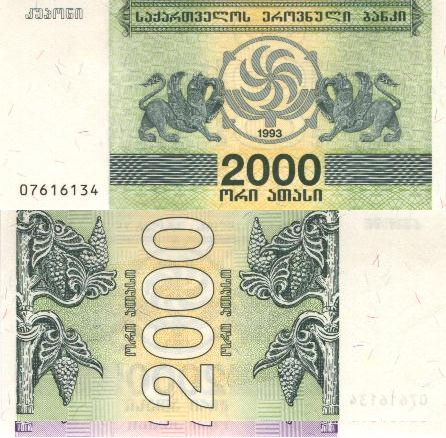
2000 купонов
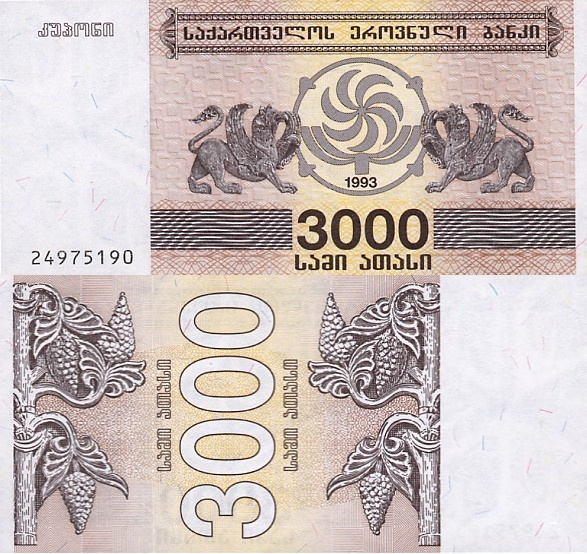
3000 купонов
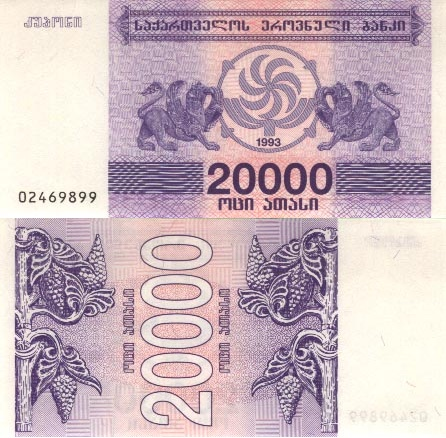
20 000 купонов

### Пятый выпуск 1994 года
Все банкноты имеют размер 114×55 мм.

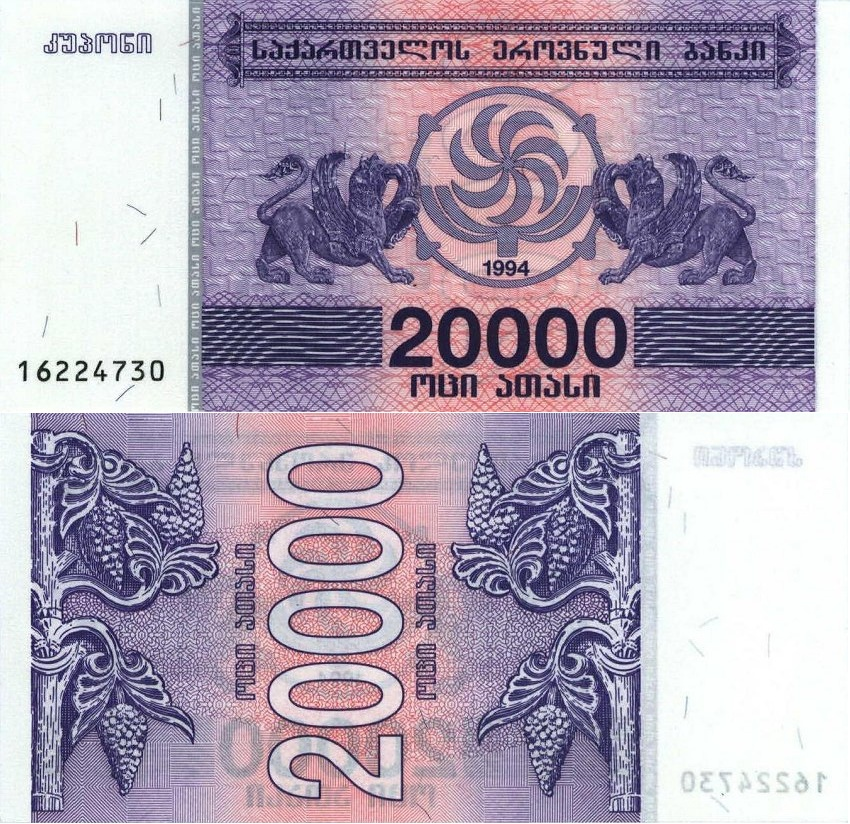
20 000 купонов
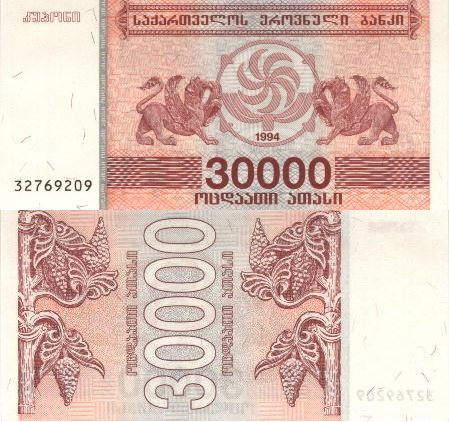
30 000 купонов
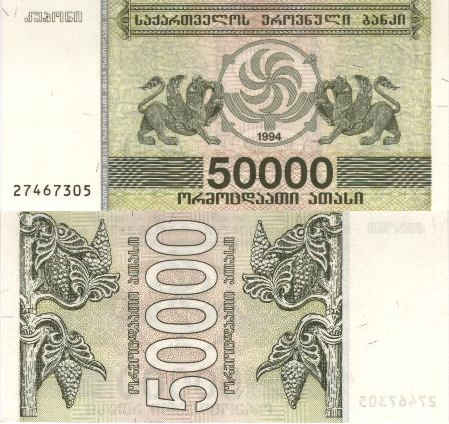
50 000 купонов
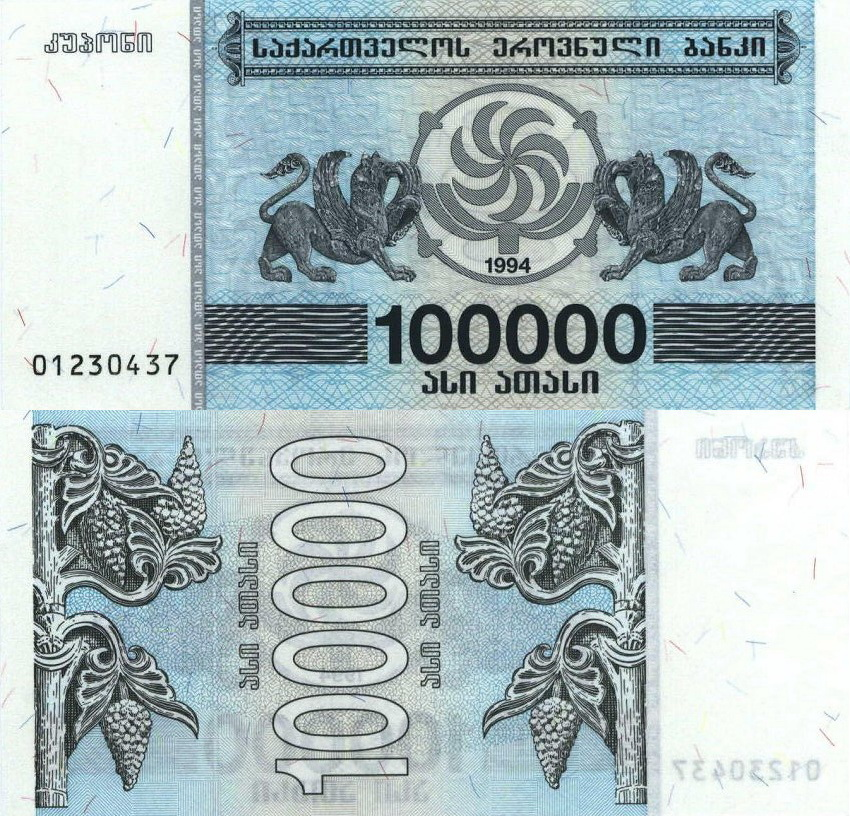
100 000 купонов
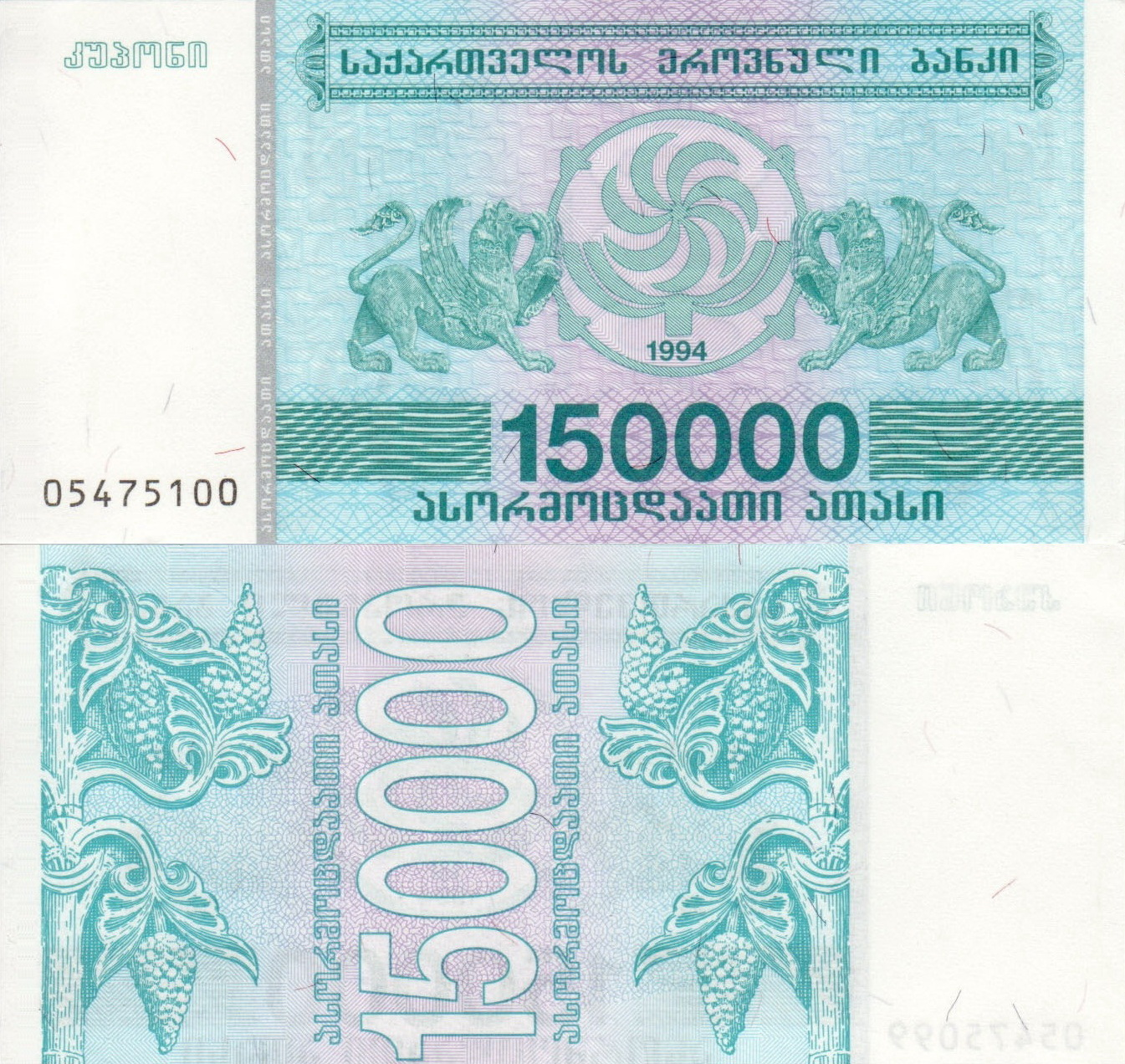
150 000 купонов
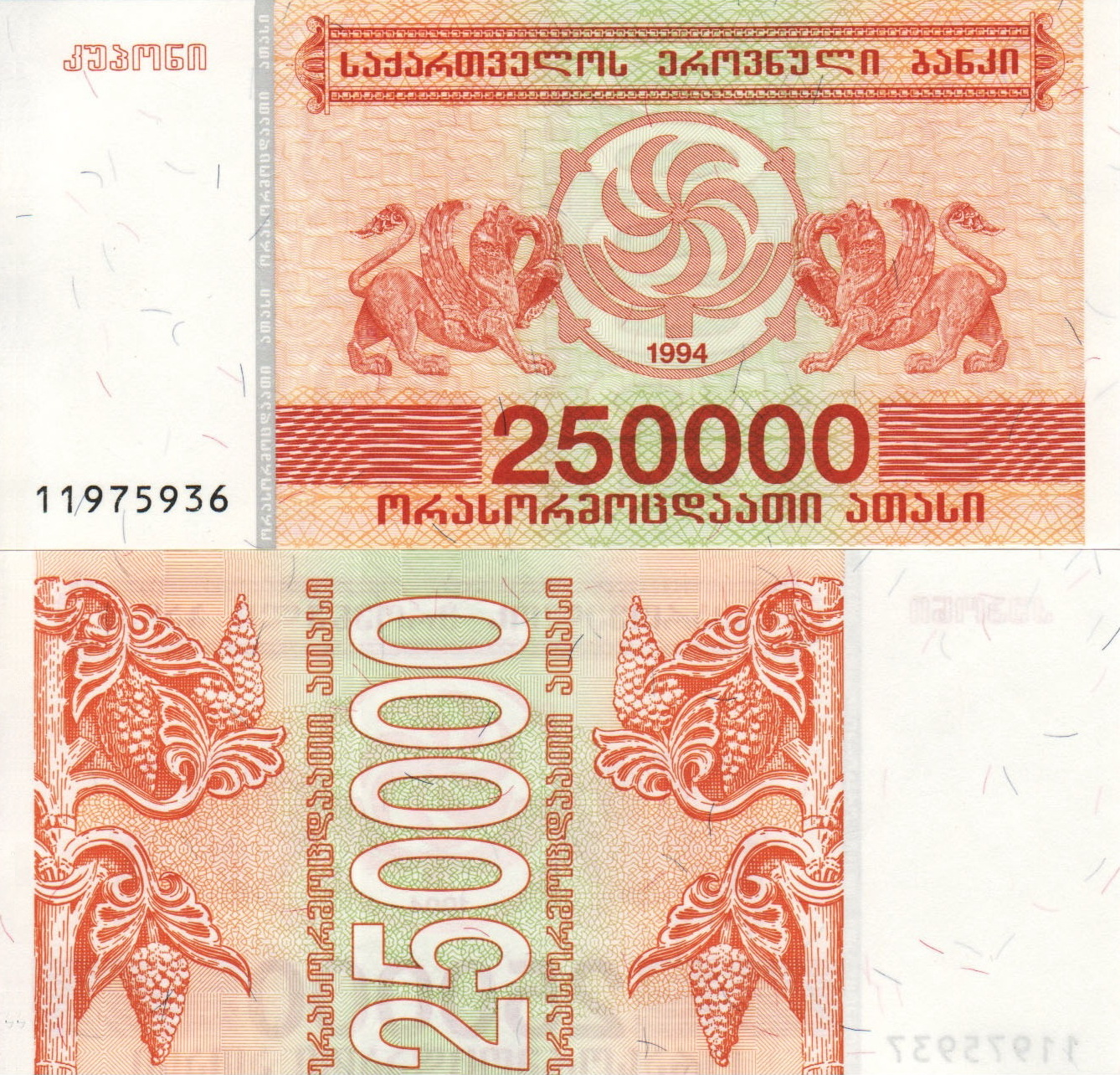
250 000 купонов
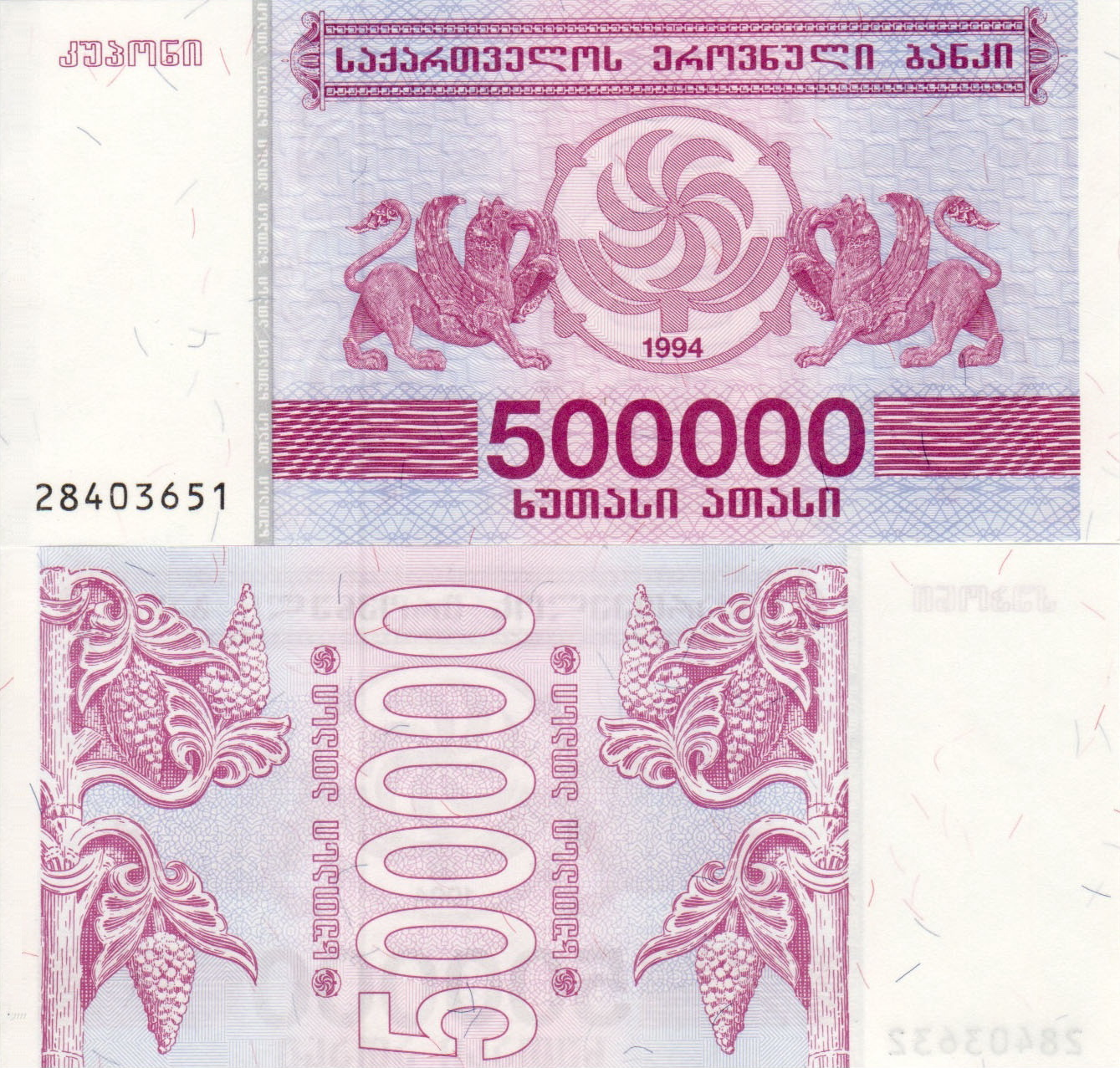
500 000 купонов
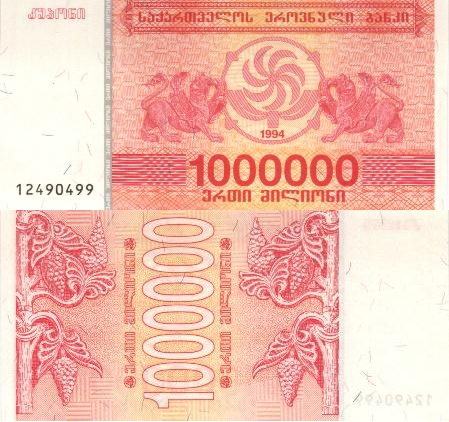
1 000 000 купонов